# فاسيلي ألكسيف
فاسيلي ألكسيف (بالإنجليزية: Vasily Alekseyev)‏ (و. 1942 – 2011 م) هو رباع، وسياسي من روسيا، والاتحاد السوفيتي، كان عضوًا في الحزب الشيوعي السوفيتي، شارك في الألعاب الأولمبية الصيفية 1980، والألعاب الأولمبية الصيفية 1976، والألعاب الأولمبية الصيفية 1972، توفي في ميونخ، عن عمر يناهز 69 عاماً.

## التعليم
تعلم في جامعة جنوب روسيا التقنية.

## جوائز
حصل على جوائز منها:
- وسام لينين
- جائزة المدرب المتميز للاتحاد السوفيتي  [لغات أخرى]‏
- جائزة سيد الرياضة السوفيتي التشريفية  [لغات أخرى]‏
- ترتيب الصداقة بين الشعوب
- وسام شارة الشرف
- وسام الراية الحمراء من حزب العمال
- ميدالية العامل المخضرم  [لغات أخرى]‏.

## وصلات خارجية
- فاسيلي ألكسيف على موقع IMDb (الإنجليزية)
- فاسيلي ألكسيف على موقع الموسوعة البريطانية (الإنجليزية)
- فاسيلي ألكسيف على موقع كينوبويسك (الروسية)
- فاسيلي ألكسيف على موقع اللجنة الأولمبية الدولية (الإنجليزية)
- فاسيلي ألكسيف على موقع أوليمبيديا (الإنجليزية)
- فاسيلي ألكسيف في قاعدة بيانات الأفلام على الإنترنت
- فاسيلي ألكسيف  على موقع SportsReference  - سبورتس رفرنس